# Bremer Straßenbahnunruhen 1968

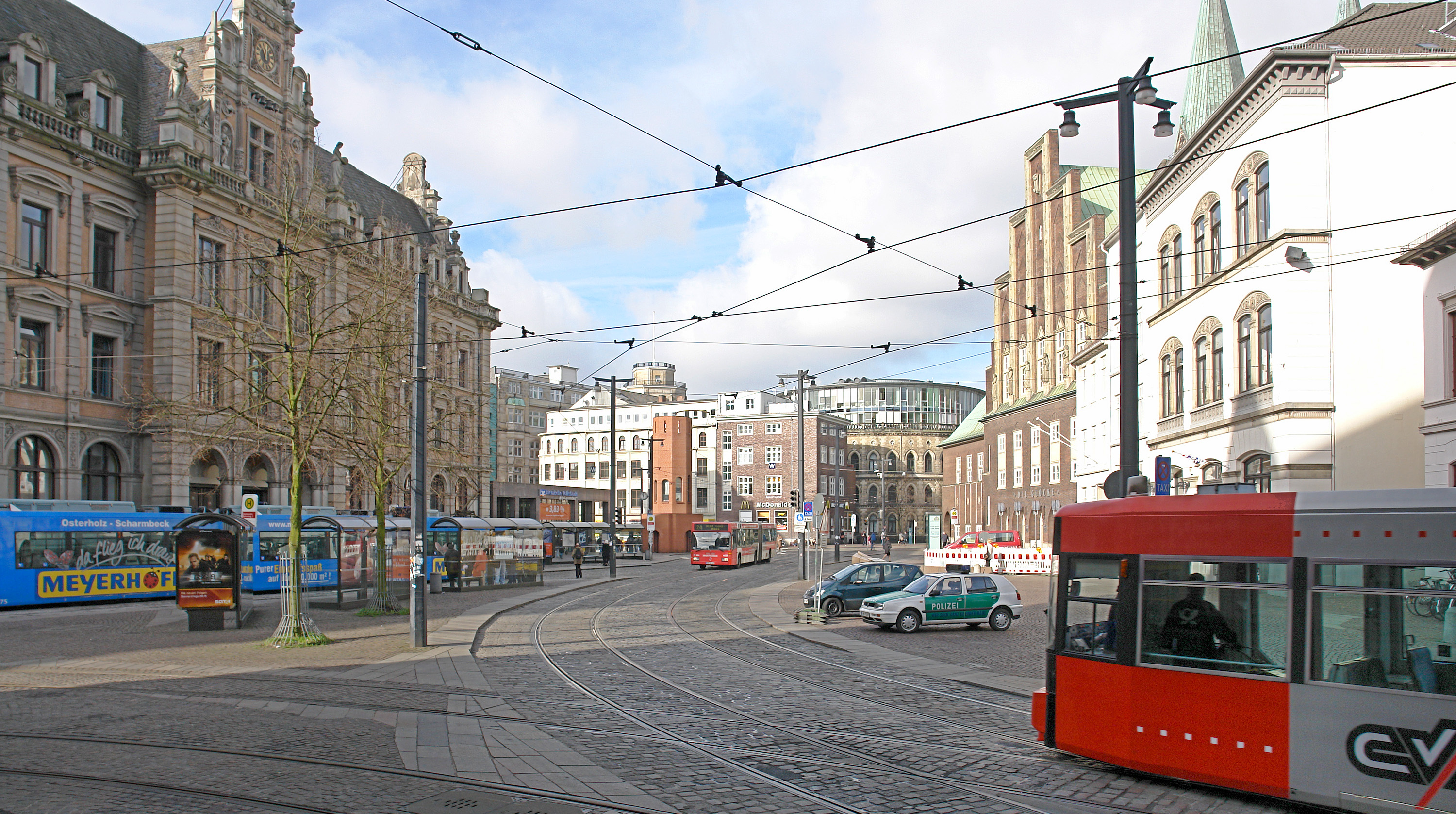
Die Domsheide, der zentrale Platz der Unruhen, mit Blickrichtung nach Westen (2008)

Die Bremer Straßenbahnunruhen 1968 (alternativ oft als Bremer Straßenbahnkrawalle oder Großer Schüleraufstand bezeichnet) dauerten vom 15. bis zum 22. Januar 1968 und richteten sich vordergründig gegen Fahrpreiserhöhungen der BSAG. Sie spiegelten jedoch zudem den Wunsch der Jugend nach mehr Selbstbestimmung sowie die Ablehnung des zu jener Zeit ausgetragenen Vietnamkrieges wider. Während der Unruhen kam es in der Bremer Innenstadt zu schweren gewalttätigen Auseinandersetzungen zwischen den Demonstrierenden und Polizeikräften. Letztlich wurden die Fahrpreiserhöhungen zurückgenommen.

## Die Vorgeschichte
Die Bremer Straßenbahnunruhen waren Teil der bundesweiten 68er-Bewegung, die mehr Mitbestimmung und Demokratie in der Gesellschaft, den Betrieben und den Bildungseinrichtungen forderte, die gegen die autoritäre Führung eines starren Staatsapparates protestierte, die mehr und bessere Schulen und Universitäten verlangte und die den Vietnamkrieg verurteilte.
Auch in Bremen fanden 1965 und 1967 studentische Demonstrationen gegen den „Bildungsnotstand“ statt. Ein Vietnamkomitee organisierte Kundgebungen und Informationsveranstaltungen gegen den Krieg. 1967 wurden dabei die Schulen in diese Protestbewegungen mehr und mehr einbezogen. Zur Verbesserung der Selbstbestimmung an den Schulen existierte die „Arbeitsgemeinschaft Bremer Schüler“ (ABS) als Zusammenschluss der Klassen- und Schulsprecher aller Bremer Schulen. Es war das vom Senat anerkannte Sprachrohr der Schüler. Ein Teil der Bremer Schüler vertrat jedoch die Ansicht, dass die ABS ihrer Arbeit nur unzureichend nachkomme, und Vorwürfe wurden laut, sie teile und vertrete größtenteils die Interessen des Senats, der die ABS – so wie den Landesjugendring oder den Ring politischer Jugend – finanziell unterstützte.
In Bremen-Nord gab es eine Reihe von Schülern, die Mitglieder der Deutschen Jungdemokraten und ebenfalls mit der Arbeit des ABS unzufrieden waren. Sie trafen sich deshalb ab Juni 1967 und gründeten am 18. November in der Kneipe Marktschenke in der Violenstraße den Unabhängigen Schülerbund (USB), in den jeder Schüler eintreten konnte. Unter den USB-Gründern waren Hermann Rademann, Jörg Streese und Christoph Köhler die herausragenden Persönlichkeiten. Die Aktivitäten richteten sich auch gegen Fälle von Zensur der Schulzeitungen, die – wie die Schüler forderten – als von ihnen selbst zu verantwortende Zeitungen betrieben werden sollten. Gegen den Redakteur der Zeitung Das Echo des Gerhard-Rohlfs-Gymnasiums in Bremen-Vegesack, Hans-Jürgen Weißbach, wurde wegen Verstoß gegen das Pressegesetz ermittelt. In vielen Fällen unterstützten linksliberale Lehrer die Aktivitäten des USB.

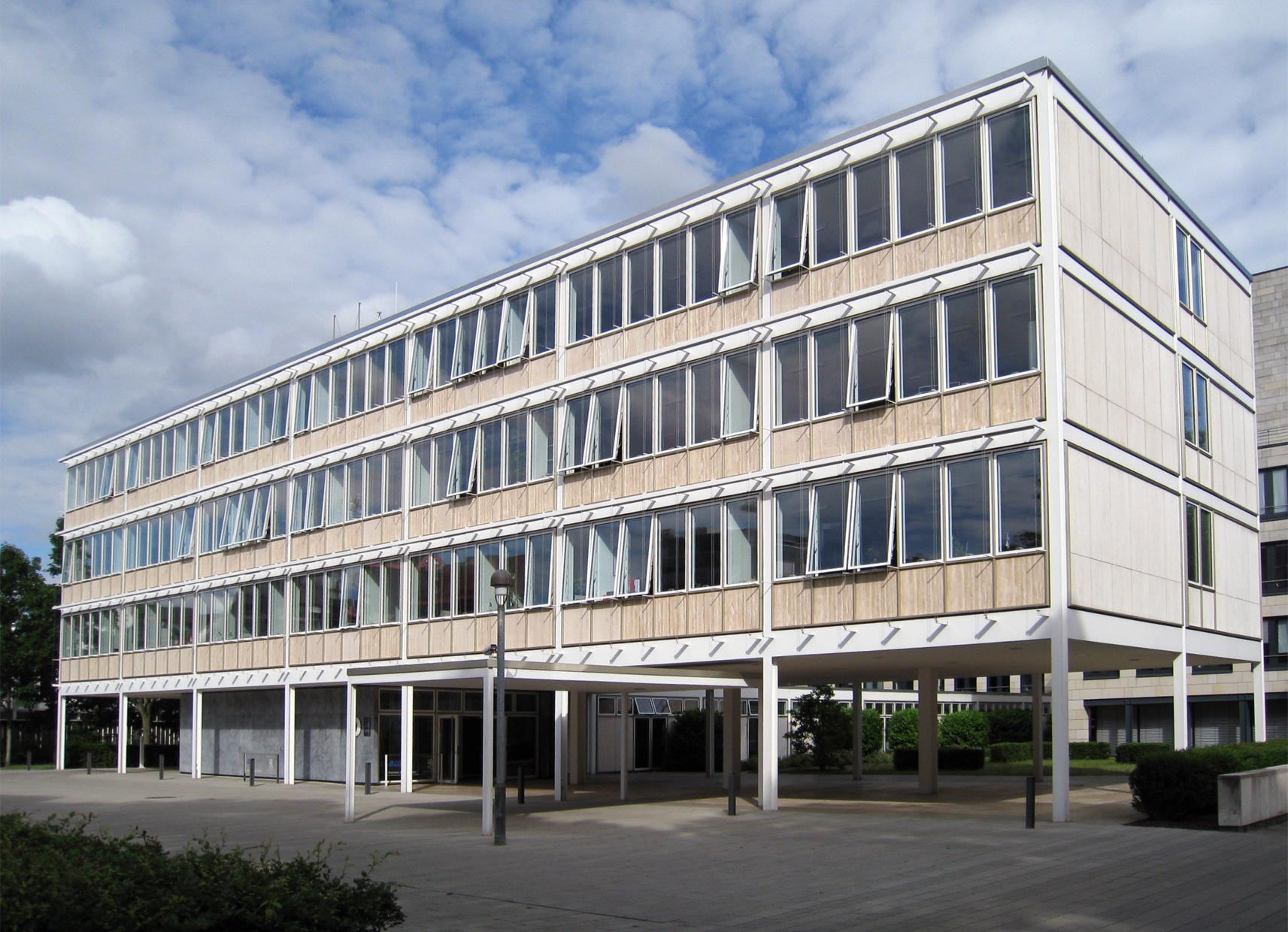
Das Gebäude des ehemaligen amerikanischen Generalkonsulats (2007)

Ende 1967 fanden an zahlreichen Bremer Schulen Diskussionen zum Vietnamkrieg, gegen den Bildungsnotstand, für Schulreformen, für antiautoritärere Erziehung und gegen die Notstandsgesetze statt. Am 27. November besuchte Rudi Dutschke, der bekannteste Vertreter der deutschen Studentenbewegung und der Außerparlamentarischen Opposition, die Stadt und hielt im Szenelokal Lila Eule vor 250 Zuhörern eine Rede und am darauf folgenden Tag eine weitere in der Aula eines Bremer Gymnasiums.
Am 23. Dezember 1967 fand in Bremen eine Großdemonstration gegen den Vietnamkrieg mit mehreren Tausend Teilnehmern statt, die Schilder mit Texten wie „In Vietnam brennen die Kinder, bei uns die Weihnachtsbäume“ hochhielten. Die Demonstration zog durch die Innenstadt zum Amerikanischen Generalkonsulat. Am Nachmittag des Heiligen Abends verteilte der USB vor zwei Kirchen Flugblätter, in denen den Kirchgängern vorgehalten wurde, die „satten Andachten“ zu besuchen, „während in Vietnam der Krieg tobt“.
Auslöser der Straßenbahnunruhen war eine Fahrpreiserhöhung der Bremer Straßenbahn AG (BSAG). Diese setzte Anfang 1968 die Tarife für Einzelfahrscheine von 60 auf 70 Pfennig und die für Sammelkarten für Schüler, Studenten und Lehrlinge von 33,3 auf 40 Pfennig herauf. Die Schülervertreter beschlossen daraufhin bei einer kleinen Versammlung in der Lila Eule, sich zur Wehr zu setzen. Moralisch und logistisch unterstützt wurden sie vom linksorientierten SPD-Altstadtverein (OVA) und den damals FDP-nahen Jungdemokraten.

## Verlauf

### Der Beginn der Unruhen

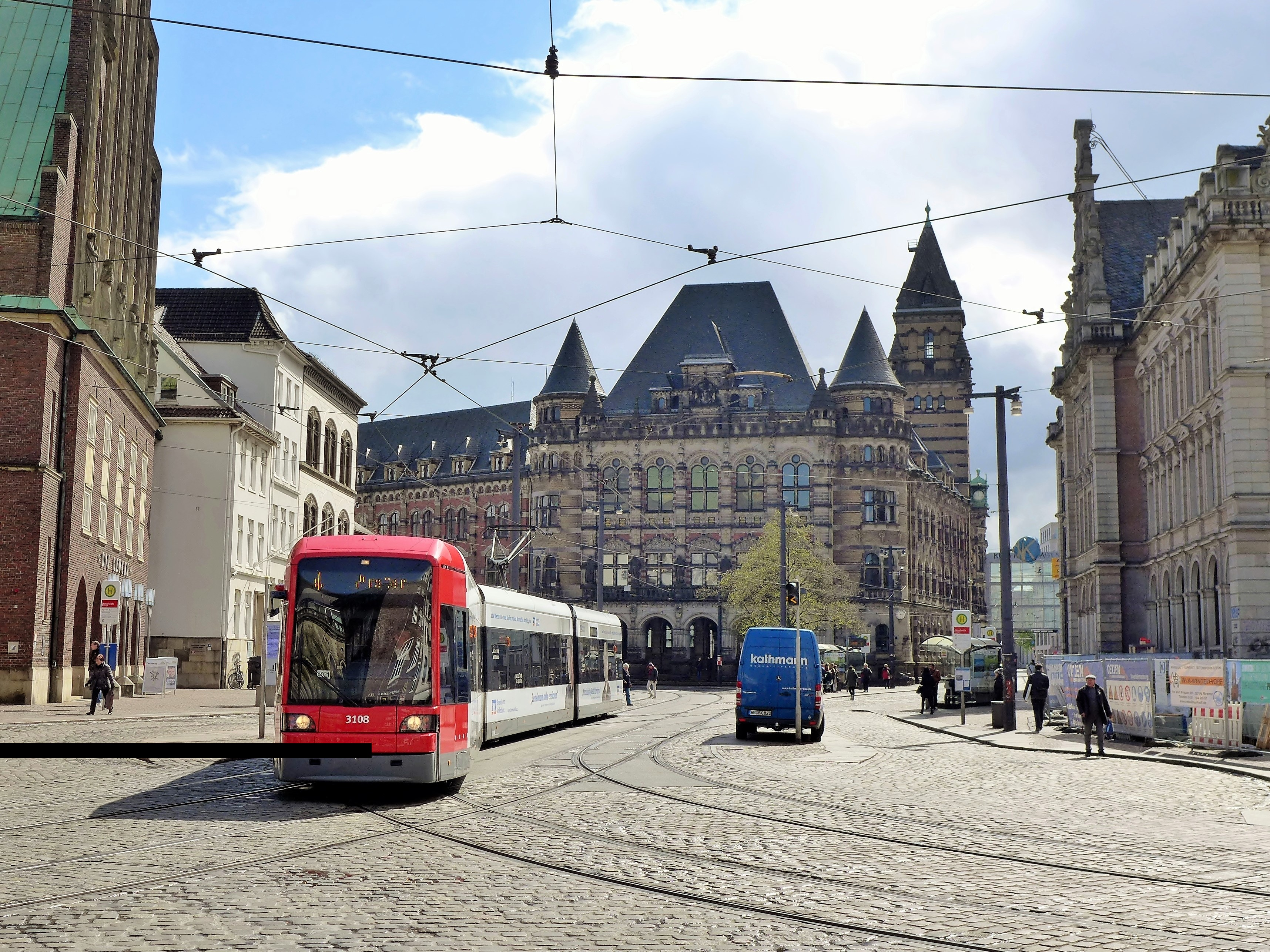
Die Domsheide, mit Blickrichtung nach Osten, links die Glocke, hinten das Landgericht (2016)

Am Montag, dem 15. Januar 1968, versammelte sich gegen 17 Uhr eine Gruppe von 25 bis 50 Schülern, jungen Gewerkschaftern und Lehrlingen auf der Domsheide vor der Glocke, um gegen die Fahrpreiserhöhung zu demonstrieren. Diese Kreuzung war damals wie heute einer der Hauptknotenpunkte der Straßenbahnlinien in Bremen. Die Jugendlichen verteilten Flugblätter und stellten sich schließlich auf die Gleise, um die Straßenbahnzüge aufzuhalten. Als der gewünschte Erfolg ausblieb, setzte sich die Gruppe geschlossen zur Sitzblockade nieder. Christoph Köhler, einer der Teilnehmer dieses Protestes, äußerte sich später dazu wie folgt:

„Na ja, und dann haben wir uns bescheiden da hingesetzt und hatten ziemliche Angst, ob wir von den Leuten verprügelt werden, die schnell nach Hause wollen.“

Zwar mussten die Straßenbahnzüge ihre Fahrt unterbrechen und der Nahverkehr im Innenstadtbereich brach teilweise zusammen, aber nach etwa einer Stunde wurden die Schüler von der Polizei abgedrängt, einige wurden weggetragen. Die Schüler setzten ihre Aktion anschließend auf dem Bahnhofsplatz fort, wo sie sich auf eine Demonstration ohne Behinderung des Straßenbahnverkehrs beschränkten. An dieser nahmen bereits rund 300 Personen teil und es kam zu ersten kleineren Auseinandersetzungen mit der Polizei. Die Politiker der Stadt waren aufgrund dieser Proteste zunächst überrascht.

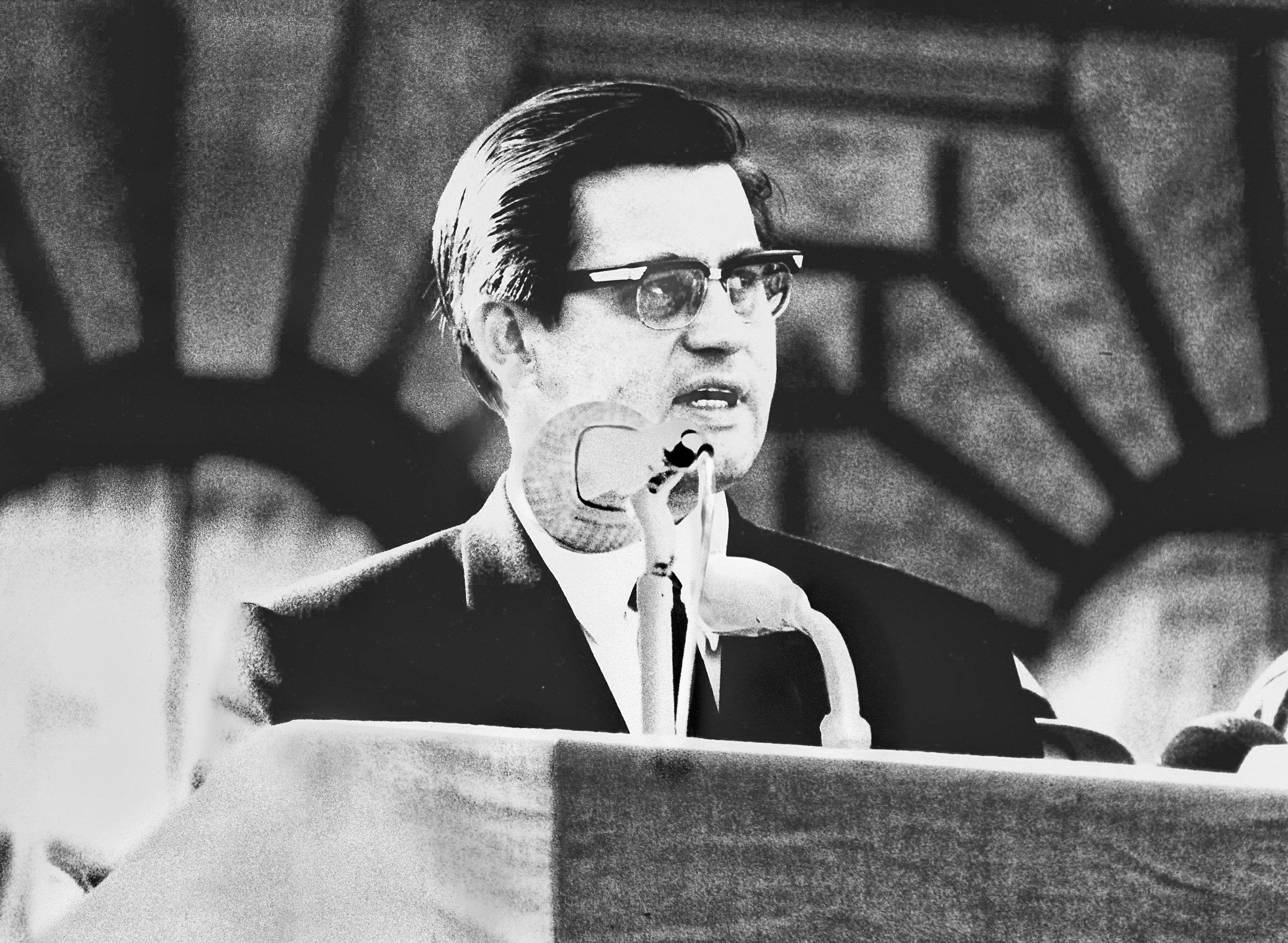
Bürgermeister Hans Koschnick (1968)

Der Bürgermeister Hans Koschnick verkündete jedoch noch am selben Abend:

„Wir lassen uns nicht vom Druck der Straße erpressen.“

Am darauffolgenden Tag, Dienstag, den 16., erhielten die Protestierenden weiteren Zulauf und schon bald versammelte sich am Nachmittag eine 1500-köpfige Menschenmenge, die Schilder mit Aufschriften wie „70 Pfennig – lieber renn ich“ schwenkte. Erneut wurde an der Domsheide um 17 Uhr eine Sitzblockade organisiert. Die Rückstaus der zum Anhalten gezwungenen Straßenbahnzüge und Busse reichten im Süden bis in die Neustadt und im Norden bis zum Bahnhof, was einer Strecke von 1,1 Kilometern entspricht. Den Schülern angeschlossen hatten sich mittlerweile zahlreiche Lehrlinge und Studenten, die ebenfalls von der Fahrpreiserhöhung betroffen waren. Einzelne Demonstranten kuppelten die Straßenbahnwagen auseinander. Schließlich griff erneut die Polizei ein, doch die Blockierer ließen sich nicht wie tags zuvor widerstandslos wegtragen, sondern warfen mit Steinen, Feuerwerkskörpern und Farbbeuteln. Dieses Verhalten provozierte eine Reaktion der Sicherheitskräfte, die einen Wasserwerfer einsetzten.

### Eskalation
Am Mittwoch, dem 17. Januar, verschärfte sich die Lage in Bremen drastisch. Die Zahl der Demonstranten wuchs von 2000 am Vormittag auf 3000 bis 5000 in den Nachmittagsstunden. Während die BSAG ihren Betrieb in der Innenstadt einstellte und die Unruhen teilweise auf Bremen-Nord übergriffen, erteilte der Polizeipräsident Erich von Bock und Polach (SPD) die Devise

„Draufhauen, draufhauen, nachsetzen!“

Als eine große Gruppe Schüler versuchte, die Domsheide, auf der noch immer der Wasserwerfer stand, zu stürmen, setzten die Polizisten diese Parole in die Tat um und schlugen die Demonstranten mit Schlagstöcken nieder, wobei sie zudem zahlreiche Unbeteiligte verletzten. In einem in der ganzen Stadt ausgeteilten Flugblatt distanzierte sich die ABS von den gewalttätigen Protesten. Dies änderte jedoch nichts an der Lage, da die ABS von den meisten Demonstranten nicht anerkannt wurde. Am Abend gingen die ersten Schadensmeldungen in den Pressestellen der lokalen Zeitungen ein: Die BSAG vermeldete 21 beschädigte Trieb- und Beiwagen der Straßenbahn und 14 beschädigte Busse. Gleichzeitig gab die Polizei bekannt, an diesem Tag 94 Festnahmen vorgenommen zu haben.
Die Gewalt auf beiden Seiten hielt während des gesamten nächsten Tages unvermindert an. Nachdem sich am Vormittag des 18. Januar die Betriebsräte der AG Weser und der Klöckner-Hütte, der beiden damals größten Arbeitgeber der Stadt, mit den Demonstranten solidarisch erklärt hatten, versammelten sich etwa 20.000 Menschen auf der Domsheide. Bahngleise und ganze Straßen in der Bremer Innenstadt wurden besetzt und blockiert, Knallkörper gezündet und Parolen wie zum Beispiel „Schlagt die Bullen tot“ gerufen, woraufhin die Polizei 138 Demonstrierende in Gewahrsam nahm. Der Bremer Senat hielt derweil eine Sondersitzung ab, auf der beschlossen wurde, die Fahrpreiserhöhungen nicht zurückzunehmen und auf Anraten des Verkehrssenators die BSAG von ihrer Personenbeförderungspflicht zu entbinden. Der Präsident des Senats und Bürgermeister Hans Koschnick (SPD), der seinen Posten zu diesem Zeitpunkt noch keine zwei Monate innehatte, verständigte sich mit den Organisatoren des Schülerprotestes auf ein Gespräch am 22. Januar. Der Zeitpunkt für dieses Treffen wurde jedoch wenige Stunden später auf den folgenden Freitag vorgezogen. Verantwortlich für diese Entscheidung war der zu den gemäßigteren Parlamentariern gehörende Senatsdirektor Waldemar Klischies (SPD), der den Führern des USB diesen Vorschlag nach einem kleinen Treffen im Domkapitelhaus auf Anraten des Pastors der Domgemeinde, Günter Abramzik (genannt „Abrazzo“), unterbreitet hatte. Der Bremer Innensenator Franz Löbert (SPD) dagegen hatte den Vorschlag gemacht, die Gleise und Straßen mit Gewalt zurückzuerobern.
Das Treffen fand wie geplant am 19. Januar um 12 Uhr im Bremer Rathaus statt. Eingeladen waren Vertreter des USB, des Studentenbundes sowie des Allgemeinen Studierendenausschusses der Pädagogischen Hochschule. Des Weiteren waren neben Koschnick die Jugendsenatorin und Bürgermeisterin Annemarie Mevissen (SPD) sowie Rolf Seggel, der Vorstandsvorsitzende der BSAG, anwesend. Die Vertreter der Stadt bekräftigten ihre Position, der Fahrpreiserhöhung zuzustimmen, da die Stadt höhere Kosten für die BSAG nicht anders auffangen könne, lenkten aber insoweit ein, dass man prüfen wolle, ob die Straßenbahn nicht von der Straßenbenutzungsgebühr durch die Stadtgemeinde befreit werden könnte. Im Anschluss an das Gespräch begab sich Mevissen zur nahen Domsheide, wo noch immer mehrere tausend Menschen demonstrierten. Sie kletterte auf eine Streusandkiste und hielt mit einem elektrischen Megafon eine berühmt gewordene Rede, die sie auch national bekannt machte. Die Senatorin erläuterte die Ergebnisse der Verhandlung und warnte die Schüler vor der erneuten Anwendung von Gewalt. Gleichzeitig zeigte sie jedoch auch Verständnis für deren Situation. Während der Rede standen 700 Schutz- und Bereitschaftspolizisten mit vier Wasserwerfern bereit, um gegen mögliche erneute Ausschreitungen vorzugehen. Sie hielten sich jedoch im Hintergrund und wurden auch nicht benötigt, da es zu keinen nennenswerten Auseinandersetzungen kam.

### Ausklang
Die Unruhen der Schüler und Studenten liefen in den Tagen nach der Rede Mevissens nahezu vollständig aus. Bereits am 20. Januar hatte sich die Lage soweit beruhigt, dass fast alle Busse und Straßenbahnzüge wieder planmäßig fahren konnten. Lediglich am Sonntag, dem 21. Januar, wurden noch einzelne kleine Auseinandersetzungen zwischen Protestierenden und Sicherheitskräften aus Bremen-Nord vermeldet. Diese sprangen jedoch nicht wie befürchtet auf die Innenstadt über. Im Gegenteil sagten Studenten der Ingenieursschule eine Demonstration gegen das harte Vorgehen der Polizei während der vergangenen Woche sogar ab. Dies verhinderte jedoch nicht, dass in der Bevölkerung schon kurz darauf eine Diskussion um die Vorgehensweise der Polizei begann. Eine der ersten und am häufigsten wiederholten Forderungen war die nach der Suspendierung oder dem Rücktritt des Polizeipräsidenten von Bock und Polach.
Der Bremer Jörg Streese erinnerte sich in einer schriftlichen Aufarbeitung jener Zeit:

„Am Montag dem 22. Januar 1968 diktierte Hermann Rademann als Sprecher des Unabhängigen Schülerbundes (USB) Hans Koschnick vor rund 10.000 Bremer/innen auf der Domsheide [tatsächlich fand die Versammlung auf dem Domshof statt] unter brausendem Beifall zwei Hauptforderungen: Beibehaltung der alten Fahrpreise für Busse und Straßenbahn sowie Absetzung des Polizeipräsidenten von Bock und Polach.“

Danach tagte die Bremische Bürgerschaft in einer Sondersitzung. Auf dieser wurde unter anderem die Einsetzung eines parlamentarischen Untersuchungsausschusses beschlossen, der das Verhalten der Sicherheitskräfte aufklären und beurteilen sollte. Zudem erläuterte der Bürgermeister, dass die Straßennutzungsgebühr, wie mit den Vertretern der Demonstrationsparteien erwogen, für die Straßenbahn aufgehoben werde. Dadurch habe die BSAG jährlich 650.000 DM mehr zur freien Verfügung und könne neu über das Tarifgefüge entscheiden. Während seiner Erklärung vor den Abgeordneten sagte er:

„Die Jugend hat einen Anspruch darauf, gehört zu werden. Der Staat muss auch Fehler eingestehen.“

Nach der Sitzung der Bürgerschaft verkündete Koschnick am Mittwoch, dem 24. Januar die getroffene Entscheidung vor etwa 4000 Menschen auf dem Domshof und bedauerte gleichzeitig die Vorgänge unter der Woche.

## Ergebnisse
Der Untersuchungsausschuss kam nach Abschluss seiner Ermittlungen lediglich zu dem Schluss, dass der Polizeieinsatz gegen die Demonstrierenden entschieden zu hart gewesen sei. Politische Konsequenzen hatten die Straßenbahnunruhen für niemanden. Auch der oftmals kritisierte von Bock und Polach verblieb im Amt. Strafrechtlich hatten die Krawalle allerdings sehr wohl ein Nachspiel. In den fünf Tagen waren über 400 Personen festgenommen worden, und in den Tagen nach den Protesten leitete die Bremer Justiz 183 Strafverfahren ein. 17 von ihnen richteten sich mit dem Vorwurf der Körperverletzung gegen Polizeibeamte. Viele wurden als Schnellverfahren abgewickelt. In den meisten Fällen endeten sie mit der Einstellung oder mit Freisprüchen. Es kam jedoch zur Verhängung von vier Freiheitsstrafen und 16 Geldbußen.
Die Fahrpreiserhöhung der BSAG, die der Anlass für die Bremer Straßenbahnunruhen 1968 gewesen war, wurde Mitte Februar endgültig zurückgenommen. Heutzutage wird dies gemeinhin als Erfolg der Schüler und Studenten erachtet und auch Hans Koschnick formulierte später:

„Wir mussten eine Woche politisches Lehrgeld bezahlen.“

Noch Wochen nach den Ausschreitungen fanden in unregelmäßigen Abständen Gespräche, Kundgebungen und Diskussionsrunden statt, an denen alle Hauptbeteiligten der Unruhen – also die Führer des USB, Senatsmitglieder und Polizeifunktionäre – teilnahmen und sich über die Ausschreitungen und eine zukünftig bessere Prävention austauschten.

## Folgedemonstrationen
Die Straßenbahnunruhen von Bremen aus dem Jahr 1968 dienten als Vorbild für mehrere ähnliche Proteste in der Hansestadt, auch wenn keiner von ihnen die gleiche Intensität erreichte und die Ausschreitungen – so es denn welche gab – nicht im Mindesten so brutal geführt wurden.
Die größten Straßenbahnunruhen nach 1968 fanden im Winter 1976/1977 statt. Die BSAG hatte am 9. November 1976 den Preis für einen Einzelfahrschein auf 1,50 DM und für Zehnerkarten auf 8 DM heraufgesetzt (anzumerken ist, dass dies in den acht Jahren seit den Krawallen nicht die einzige, wohl aber die höchste Erhöhung war). Die Proteste begannen am 6. Dezember mit einer großen Demonstration gegen Missstände im Schulwesen, auf der auch die Fahrscheinverteuerung angeprangert wurde. Während der Veranstaltung blockierten einzelne Gruppen die Straßenbahngleise auf der Domsheide und dem Bahnhofsvorplatz. Diese Blockaden wiederholten sich in den folgenden Wochen, wobei es auch zu Auseinandersetzungen mit den polizeilichen Sicherheitskräften kam. Selbst am 11. Februar 1977 fanden im Vorfeld der Schaffermahlzeit noch Proteste statt. Letztendlich blieben sie aber ohne Erfolg, da die Fahrpreiserhöhungen nicht zurückgenommen wurden.
Noch im selben Jahr, am 16. Dezember 1977, setzte die BSAG den Preis für Einzelfahrscheine abermals herauf, so dass er nun 1,70 DM betrug. Diese Erhöhung wurde von der Bevölkerung ohne größere Proteste hingenommen.

## Hörfunk
- Draufhauen! Draufhauen! Nachsetzen! Die Bremer Straßenbahnunruhen vom Januar 1968. Radio-Feature von Detlef Michelers, Radio Bremen, Bremen 1998 (gesendet im Nordwest-Radio am 27. Januar 2008; Länge: 55 Minuten).
  - Hörfunkmitschnitt (CD); Radio Bremen 1998; unter anderem archiviert in der Staats- und Universitätsbibliothek Bremen (Signatur pf 0285).